# جون هيرشل
السير جون فريدريك وليام هيرشل، أول بارونيت (7 مارس 1792 – 11 مايو 1871 حاصل على زمالة الجمعية الملكية وعلى وسام غويلف الملكي) كان موسوعيًّا وعالم رياضيات وفلكيًّا وكيميائيًّا ومخترعًا ومصورًا تجريبيًّا إنجليزيًّا، وهو الذي اخترع الطبعة الزرقاء، وأنتج أعمالًا لها علاقة بمجال النباتات.
هيرشيل هو أول من استعمل نظام التأريخ اليولياني في علم الفلك. كان هو مَن سمى سبعة من أقمار زحل، وأربعة من أقمار أورانوس (سابع كواكب المجموعة الشمسية، الذي كان قد اكتشفه أبوه السير وليام هيرشل). ساهم مساهمات كثيرة في علم التصوير الفوتوغرافي، وأخذ يَدرس عمى الألوان، والقوة الكيميائية للأشعة فوق البنفسجية. في عام 1831 أصدر كتابه خطاب تمهيدي (Preliminary Discourse)، وهو كتاب دعا فيه إلى نهج استقرائي للتجريب العلمي وبناء النظريات، وكان مساهمة مهمة في مجال فلسفة العلم.

## النشأة وعمله في مجال علم الفلك
وُلد جون هيرشل في بلدة سلاو في مقاطعة باكينجهامشير، وكان ابنًا لكل من ماري بولدوين وعالم الفلك السير وليام هيرشل. كان ابن أخي عالمة الفلك كارولين هيرشل. التحق بكلية إيتون وكلية سانت جون في كامبريدج ودرس فيهما فترة وجيزة، قبل أن يتخرج في عام 1813 برتبة رانجلر أعلى (الرانجلر الأعلى Senior Wrangler لقب يحصل عليه من يخرج من السنة الثالثة في جامعة كامبريدج بأعلى رتبة في الرياضيات). في ذلك الوقت الذي كان فيه طالبًا جامعيًّا تعرف على الرياضياتيَّين تشارلز باباج وجورج بيكوك وصار صديقًا لهما. غادر كامبريدج في عام 1816 وبدأ يعمل مع أبيه. في عام 1816 بدأ يهتم بعلم الفلك، وصنع تلسكوبًا عاكسًا بمرآة بلغ قطرها 18 بوصة (460 مليمترًا)، وطول بؤري بلغ 20 قدمًا (6.1 أمتار). بين عام 1821 وعام 1823 أعاد جون هيرشل مع جيمس ساوث دراسة النجوم المزدوجة التي كان أبوه قد صنفها. كان جون من مؤسسي الجمعية الفلكية الملكية في عام 1820. من أجله عمله الذي عمله مع أبيه حصل على الميدالية الذهبية من الجمعية الفلكية الملكية في عام 1826 (وقد حصل عليها مرة أخرى في عام 1836)، وحصل أيضًا على ميدالية لالاند من الأكاديمية الفرنسية للعلوم في عام 1825، ثم في عام 1821 منحته الجمعية الملكية ميدالية كوبلي من أجل مساهماته الرياضياتية في دوريتها المعروفة باسم «المعاملات الفلسفية». في عام 1831 حصل على لقب فارس وسام غويلف الملكي.
شغل هيرشيل منصب رئيس الجمعية الفلكية الملكية ثلاث مرات: بين عامي 1827–1829، وبين عامي 1839–1841، وبين عامي 1847–1849.
كتب جون هيرشل كتابه المدعو خطاب تمهيدي عن دراسة فلسفة الطبيعة ونُشر مبكرًا في عام 1831، بوصفه جزءًا من موسوعة ديونيسيوس لاردنر المدعوة موسوعة المقصورات (Cabinet cyclopædia)، عارضًا طرائق للبحث العلمي تمتاز بعلاقة منهجية بين الملاحظة والتنظير.

## روابط خارجية
- جون هيرشل على موقع الموسوعة البريطانية (الإنجليزية)
- جون هيرشل على موقع إن إن دي بي (الإنجليزية)